# Verà de Vença
|  | Per a altres significats, vegeu «Verà del Gavaldà». |

Verà de Vença (Lió?, primera meitat del s. V - Vença, ca. 449 o 480) fou un bisbe de Vença. És venerat com a sant per diverses confessions cristianes.

## Biografia
Fill de Sant Euqueri de Lió, fou monjo a Sant Honorat de Lerins i prengué com a mestre Salvià, prevere de Marsella. Fou nomenat bisbe de l'antiga diòcesi de Vença, avui integrada a la de Niça, on es consagrà a l'evangelització de la regió. Se'n coneix una carta adreçada al papa Lleó el Gran on li agraeix la carta que aquest envià a Flavià referida al misteri de l'encarnació del Verb.
Fou enterrat a la catedral de la vila i en 1495 fou traslladat a un sepulcre del segle v.